# Кумеада
Кумеада (порт. Cumeada)  —  район (фрегезия) в Португалии,  входит в округ Каштелу-Бранку. Является составной частью муниципалитета  Сертан. По старому административному делению входил в провинцию Бейра-Байша. Входит в экономико-статистический  субрегион Пиньял-Интериор-Сул, который входит в Центральный регион. Население составляет 573 человека на 2001 год. Занимает площадь 23,10 км².
Покровителем района считается Святая Анна (порт. Santa Ana). 